# 카이라 이저벨라
카이라 이저벨라(Kira Isabella, 1993년 9월 18일 ~ )는 캐나다의 싱어송라이터이다.